# Cúp Báo chí Namibia
Cúp Báo chi Namibia là một giải đấu cúp U-20 dành cho các cầu thủ nam U-20 xuất sắc nhất ở Namibia. Nó cũng thúc đẩy bóng đá nữ Namibia bằng việc tổ chức một trận đấu giữa các đội hình nữ Namibia với nhau trước trận chung kết. Giải được tài trợ bởi The Namibian. Hiệp hội bóng đá Namibia xem xét sự tham gia vào All Africa Games và Thế vận hội mùa hè. Sự kiện tổ chức ở Walvis Bay, Oshakati, Gobabis, Otjiwarongo, Mariental và Keetmanshoop. Phiên bản 2009 được tổ chức từ 10 đến 13 tháng Tư tại Sân vận động Sam Nujoma ở Katutura, Windhoek.